# Dene (etnia)
I Dene sono un'etnia aborigena che abita le regioni boreali e artiche del Canada e che fa parte delle Prime Nazioni.
La loro lingua è il chipewyan, che fa parte del gruppo delle lingue athabaska del nord, appartenente alla famiglia linguistica delle lingue nadene. Dené significa "popolo" ed ha due usi principali. Più comunemente viene utilizzato per riferirsi a tutti i parlanti di lingue athabaska dei Territori del Nord-Ovest e del Nunavut includendo: i Chipewyan, i Tlicho, i T'atsaot'ine, i Deh Gah Got'ine (Slavey) e i Sahtu. Altre volte, però, con questo termine ci si riferisce a parlanti athabaska sparsi in larga gamma in tutta l'Alaska e nel nord del Canada. Da notare che "Dené" non include le etnie che parlano lingue athabaska della costa del Pacifico o lingue athabaska meridionali negli Stati Uniti continentali. Queste ultime, in ogni caso, si riferiscono a loro stesse con parole simili: "Diné"(Navajo) e "Indé"(Apache).

## Ubicazione
I Dene sono sparsi in un'intera regione. Vivono nella Valle del Mackenzie (a sud degli Inuvialuit), e possono essere trovati a ovest del Nunavut. Le loro terre d'origine arrivano a toccare lo Yukon, le zone settentrionali della Colombia Britannica, Alberta, Manitoba, Saskatchewan, Alaska e Stati Uniti sudoccidentali. Furono i primi ad insediarsi in quelli che oggi sono i Territori del Nord-Ovest. Nel Canada settentrionale, un tempo vi erano faide etniche tra Dene e Inuit che vennero fatte terminare nel 1996 quando i rappresentanti dei Dene e degli Inuit parteciparono ad una cerimonia di conciliazione.
Behchoko, nei Territori del Nord-Ovest, è la più grande comunità dene in Canada.

## Etnografia
I Dene includono 4 gruppi principali:
- Chipewyan (Denesuline), situati ad est del Gran Lago degli Schiavi e che includono i Sayisi Dene, che si trovano nei pressi del Lago Tadoule, in Manitoba
- Tlicho (Dogrib), situati tra il Gran Lago degli Schiavi e il Gran Lago degli Orsi
- T'atsaot'ine (Yellowknives), situati a nord del Gran Lago degli Schiavi
- Deh Gah Got'ine (Slavey o Deh Cho)
  - Quelli a nord (Sahtu, Locheaux, Nahanni e i popoli del Gran Lago degli Orsi) vivono lungo il Mackenzie (Deh Cho)
  - Quelli a sud vivono a sud-ovest del Gran Lago degli Schiavi e in Alberta e Colombia Britannica

Anche se i gruppi appena citati sono quelli a cui oggi ci si riferisce quando si parla di Dene, ci sono altre etnie che si considerano comunque Dene e sono:
- Tsuu T'ina, attualmente localizzati nei pressi di Calgary, Alberta
- Danezaa (Popolo del Castoro o Dunneza) della Colombia Britannica nord-orientale e delle vicine regioni nord-occidentali dell'Alberta
- Taltan, Kaska e Sekani della Colombia Britannica Settentrionale Interna. Un altro gruppo attualmente estinto, gli Tsetsaut, vissero nell'area del Canale di Portland, nella parte più settentrionale della costa della Colombia Britannica, al confine coll'Alaska
- Dakelh della Colombia Britannica Settentrionale e Centrale Interna e un loro sottogruppo, i Wet'suwet'en
- Tsilhqot'in del Distretto di Chilcotin della Colombia Britannica Centrale Interna
- Gli estinti Nicola Athapaskans, migrati a sud dalla Colombia Britannica Settentrionale nella Regione della Nicola Valley nel tardo 18º secolo e assorbiti dai Nicola, un'alleanza composta dagli Nlaka'pamux e dagli Okanagan
- Gwich'in, Tanana e altri popoli dello Yukon e dell'Alaska che sono comunque considerati Dene

Nel 2005, gli anziani dei Dene decisero di aderire all'UNPO, cercando il riconoscimento della loro cultura e dei loro diritti terrieri.  La più grande comunità di parlanti denesuline si trova nel villaggio del Saskatchewan di La Loche e adiacente a Clearwater River Dene Nation. Nel 2011 contava una popolazione di 3 389 abitanti. La lingua Denesuline è parlata dall'89% dei residenti.

## Dene di nota
- Thanadelthur (circa 1697- 5/02/1717) una donna chipewyan, una guida e interprete, di determinante importanza nella creazione di un accordo di pace fra Chipewyan e Cree
- Ethel Blondie-Andrew, membro formale del parlamento dei Territori del Nord-Ovest
- Leela Gilday, cantante folk canadese, vincitrice dei Juno Awards
- Jimmy Herman(1940-2013), attore, Balla coi lupi
- Matonabbee (ca.1737-1782), guida dell'esplorazione di Samuel Hearne verso il fiume Coppermine
- Tahmoh Penikett, attore, Battlestar Galactica e Dollhouse
- Eric Schweig, attore, L'ultimo dei Mohicani